# جورجیا بروگام
جورجیا بروگام (انگلیسی: Georgia Brougham؛ زادهٔ ۱۸ مارس ۱۹۹۶) بازیکن فوتبال اهل انگلستان است که در پست مدافع برای لندن سیتی لاینسس در مسابقات قهرمانی زنان بازی می‌کند.